# Dåraktiga kvinnor
Dåraktiga kvinnor (engelska: Foolish Wives) är en amerikansk stumfilm från 1922 av regissören Erich von Stroheim. Filmen var von Stroheims tredje och när den släpptes den dyraste filmen som någonsin producerats.
Dåraktiga kvinnor valdes 2008 ut av USA:s kongressbibliotek för att bevaras i National Film Registry.

## Handling
"Greven" Sergius Karamzin och hans två "kusiner", Olga och Vera, hyr en villa i Monte Carlo. De lär känna det amerikanska sändebudet Andrew J. Hughes och hans fru Helen. Helen blir smickrad av grevens flörtande med henne och under en promenad på landsbygden tvingas Karamzin och Helen söka skydd undan en storm i en hydda, trots att de tvingas tillbringa natten där hindras greven från att avslöja sina avsikter då en gammal munk dyker upp. 
Helen vinner sedan på kasinot och sällskapet drar sig tillbaka till grevens villa för att spela poker. Mrs. Hughes får ett hemligt meddelande från greven och möter honom i tornet, där lurar han av henne pengarna hon vunnit och börjar förföra henne. Samtidigt har Mr. Hughes upptäckt att kusinerna fuskar på kasinot och återvänt till sitt hotell. Grevens tjänsteflicka, som han tidigare förfört, blir djupt svartsjuk och tänder på villan och kastar sig sedan i havet. Greven och Mrs. Hughes räddar sig undan branden genom att hoppa i ett brandsegel. Mr. Hughes blir medveten om grevens intriger, attackerar honom och utmanar honom på duell.
De falska prinsessorna blir så upprörda över grevens dårskap att de kastar ut honom ur villan. Greven söker sig hem till Ventucci, som han tvättat falska pengar åt, han attackerar Ventuccis utvecklingsstörda dotter. Ventucci dödar honom och kastar kroppen i en kloak. Karamzins "kusiner" arresteras för bedrägeri och makarna Hughes försonas.

## Medverkande
| Rudolf Christians  | – Andrew J. Hughes, USA:s speciella sändebud i Marocko                                         |
| Miss DuPont        | – Helen "Dolly" Hughes, Andrews fru                                                            |
| Maude George       | – "Hennes Höghet prinsessan" Olga Petchnikoff                                                  |
| Mae Busch          | – "Hennes Höghet prinsessan" Vera Petchnikoff                                                  |
| Erich von Stroheim | – "greve" Wladislaw Sergius Karamzin, kapten vid kejserliga ryska arméns tredje husarregemente |
| Dale Fuller        | – Maruschka, en tjänsteflicka                                                                  |
| Al Edmundsen       | – Pavel Pavlich, butler                                                                        |
| Cesare Gravina     | – Cesare Ventucci, falskmyntare                                                                |
| Malvine Polo       | – Marietta, Ventuccis dotter, dövstum                                                          |
| C.J. Allen         | – Hans Höghet Albert I, prins av Monaco                                                        |

## Om filmen
Filmen skrevs och regisserades av Erich von Stroheim som också spelade rollen som Karamzin. Den blev början på hans rykte som besatt perfektionist och storspenderare. Inspelningen inleddes i juli 1920 och pågick till juni 1921. Den ursprungliga budgeten var på 250 000 dollar, enligt von Stroheim blev den slutliga kostnaden 750 000 och enligt studion 1 225 000. Enligt Universals pressavdelning hamnade den totala slutsumman på 1 103 736 dollar och 38 cent och utöver de elva månader inspelningen tagit lades även sex månader på klippning och annat efterarbete.
Dåraktiga kvinnor blev också mycket längre än vad studion tänkt sig, den första versionen som förhandsvisades var sex och en halv timme lång, vilket fick Universal att låta Arthur Ripley klippa ner von Stroheims version från 30 filmrullar till 14. Den film som gick upp på biograferna blev till slut enbart tio rullar lång.